# Филатов, Сергей Вячеславович
Сергей Вячеславович Филатов — художник в сфере изобразительного искусства и звука, музыкант, автор и разработчик музыкальных инструментов и звуковых скульптур.
Получил высшее художественное образование в Кубанском государственном университете по специальности художник-график, а также техническое образование в Военно-морском инженерном институте в Санкт-Петербурге на факультете дизельных энергетических установок.
Является членом союза художников России и международной Ассоциации Изобразительных Искусств — АИАП ЮНЕСКО. Резидент российского сообщества саунд-арта.
В 2019 году в рамках основной программы 58-й Венецианской Биеннале в составе коллективного проекта «The Ground» Тарека Атуи (приглашение Ральфа Ругоффа, куратора «May you live in interesting times») в Центральном павильоне Арсенал представлены звуковые скульптуры Сергея Филатова «DuoFluctus».
В октябре 2021 года Сергей Филатов представил серию звуковых скульптур, созданных по приглашению ювелирно-часового Дома Cartier, для совместного выставочного проекта в Москве и Санкт-Петербурге.

## Премии и номинации
- 2021 — Лауреат Премии в области современного искусства «Инновация»: номинация «Художник года»[4]
- 2020 — Финалист Международной премии в области саунд-арта Pow Solo (Мадрид)
- 2020, 2021 — Номинант Первой Московской Арт Премии[5]
- 2019 — Финалист Х международной Премии в области современного искусства им. С.Курёхина: «Лучший медиа-объект» за 2018
- 2018 — Обладатель главной награды VII международной Премии в области современного искусства «Premio COMEL»(Италия)[6][7]
- 2017 — Победитель в номинации «Лучший медиа-объект» международной Премии в области современного искусства им. С.Курёхина[8] за 2016
- 2016 — Финалист международной Премии в области современного искусства им. С.Курёхина: «Лучшее произведение визуального искусства» за 2015

## Работы в коллекциях
Работы и собрания художника представлены в коллекциях Галереи современного искусства COMEL (Италия), Музея современного искусства PERMM, Новосибирского государственного художественного музея, Галереи современного искусства LEINE (Германия), Северо-Кавказского филиала музея изобразительных искусств им. А. С. Пушкина, Центра современного искусства им. С. Курёхина, Музея Нонконформистского Искусства, Санкт-Петербургского музея звука, а также в частных и корпоративных коллекциях России, Канады, США, Индии, Китая, Великобритании, Швеции, Германии, Франции, Италии, Швейцарии.

## Творческая активность

### Избранные персональные выставки
- 2022 «Я слышу тебя» — Московский музей современного искусства
- 2021—2022 «СоноКонтур. Траектория резонансов» — ЦСИ Артсерватория, Хабаровск
- 2021 «Unhindered Movement» — галерея Dreiviertel, Берн, Швейцария
- 2021 «Amidst Resonances» — галерея Àduplex, Женева, Швейцария
- 2020 «Сад ускользающих соноров» — Новосибирский государственный художественный музей, Новосибирск
- 2020 «Две точки на гладкой черной поверхности»[11] — Галерея Триумф, Москва[12]
- 2019 «Мерцающие суперструктуры» — Галерея звукового искусства и Электромузей, Москва
- 2019 «SonoContour» — галерея современного искусства Leine, Ганновер, Германия
- 2019 «SonoContour: звуковая архитектура» — музей современного искусства Эрарта, Санкт-Петербург[13]
- 2019 «SonoContour» — галерея современного искусства COMEL, Латина, Италия
- 2019 «Звуковая архитектура» — Театр Практика, Москва
- 2019 «SeedShaker: в ожидании благоприятной среды и подходящего времени» — Государственная галерея на Солянке, Москва
- 2018 «ЭлектроЛира» — Государственная галерея на Солянке, Москва
- 2015 «Очертание момента» — Музей нонконформистского искусства, Санкт-Петербург
- 2015 «Область растворения-2» — Центр искусства и музыки им. Маяковского и НТЦ Микроэлектроники РАН, Санкт-Петербург
- 2008, 2010 «Sacred circle» — в рамках III московской биеннале молодого искусства, «Траектория бумеранга» — Галерея Елены Врублевской, Москва[14]

### Избранные групповые выставки
- 2021 «Пересекая пространство» — галерея «Царская башня», Москва
- 2021 «Живое вещество» — Третьяковская галерея, Москва[15]
- 2021 «Аланика» — Северо-Кавказский филиал музея изобразительных искусств им. А. С. Пушкина, Владикавказ[16]
- 2020 «Красивая ночь всех людей» — 2ая Триеннале современного искусства, музей ГАРАЖ, Москва
- 2020 «Пангардения» — Арс Электроника фестиваль, Санкт-Петербург — Линц
- 2020 «Лаборатория будущего. Кинетическое искусство России» — центральный Манеж, Санкт-Петербург и Третьяковская галерея, Москва
- 2020 Russian Sound Art Showcase BERLIN: в рамках фестиваля CTM Vorspiel, Берлин
- 2019 «IF THE SNAKE» — Окайама Арт Саммит, Япония
- 2019 «Russian Sound Art Showcase» — в рамках New York Electronic Arts Festival, Нью-Йорк
- 2019 «May you live in intresting time», основной проект 58-й Венецианской Биеннале, центральный павильон Арсенал, Венеция
- 2019 «Искусство быть» — Государственный центр современного искусства, Москва
- 2018 «Armonie in alluminio» — выставка номинантов VII международной премии в области современного искусства «Premio C.O.M.E.L», Латина, Италия[17]
- 2018 «ART Prospect», 6й международный паблик арт фестиваль, Санкт-Петербург[18]
- 2018 «Performative Sound Sculptures» — Inter Arts Center, Мальмё, Швеция[19]
- 2018 «Имя рек» — Музей современного искусства PERMM, Пермь
- 2018 «Fructus Temporum / Плод времени» — галерея «Хортус», Аптекарский огород Ботанического сада МГУ, Москва
- 2018 «Здесь и сейчас» — Центральный Манеж, Москва
- 2018 «Частная жизнь радиочастот» — Центральный музей связи им. С. А. Попова
- 2018 «Spatium Sonorum» — звуковые скульптуры в катакомбах Анненкирхе, Санкт-Петербург
- 2018 «Прибытие поезда» — ГЦСИ и Фонд культуры «ЕКАТЕРИНА», Москва[20]
- 2017 Показ звуковых скульптур в рамках интеллектуального марафона Международного культурного форума — Главный штаб Государственного Эрмитажа, Санкт-Петербург
- 2017 Международный проект «Waterfront: о городе, воде и искусстве», при поддержке Датского института культуры, Санкт-Петербург — Хельсинки — Копенгаген[21]
- 2017 «SOUNDART: Пространство звука» — Центральный выставочный зал «Манеж», Санкт-Петербург
- 2016 «V Балтийская биеннале современного искусства», Новый музей, Санкт-Петербург[22][23]
- 2015 «Russian soundart showcase» — АРС Электроника, Линц, Австрия[24]
- 2015 «Атональная Архитектоника: построение» — Галерея звукового искусства, Электромузей, Москва
- 2015 «Кросс-Арт» — Музей современного искусства «Эрарта», Санкт-Петербург
- 2010 «Прогулки одинокого мечтателя» — Центральный дом художника, Москва
- 2007 Биеннале современного искусства — Центральная галерея изобразительного искусства, Краснодар
- 2001 Всероссийская выставка современного искусства — Центральный дом художника, Москва

### SonoContour
SonoContour — это художественный проект Сергея Филатова, включающий звуковые скульптуры и пространственные звуковые инсталляции.
Взаимодействуя, звуковые скульптуры формируют единое полифоническое полотно, трансформации которого посетители могут наблюдать, перемещаясь в пространстве экспозиции. Как композитор, Сергей Филатов создаёт партитуру на основании случайного или алгоритмического порядка, варьирует и выстраивает трансформации звукового полотна, опираясь на природные принципы звуковых текстур. Преломляясь в нестандартных пространствах экспозиций, звук объектов организуется в сложную систему преобразований: конструирование звуковых скульптур перерастает в выстраивание звуковой архитектуры.
Художник конструирует формы с новой технологической функциональностью и метафизическими свойствами, преобразуя компоненты специализированного оборудования, реинкарнируя их звуковой потенциал в назначении элемента художественного произведения. Особое внимание уделяется раскрытию акустических свойств материалов: кварц, стекло, латунь, алюминий, семена растительных культур и др. Звуковые инсталляции отражают разные принципы звукоизвлечения (некоторые из них являются открытиями художника), а также отличаются тембральной окраской, уровнем громкости и направлением звука.
Звуковые скульптуры Сергея Филатова последовательно воплощают принцип непрерывной изменчивости, характерный для природных явлений. Представленные в виде тотальной звуковой инсталляции, они реорганизуют звук в пространстве, воплощая идею акустической осознанности.

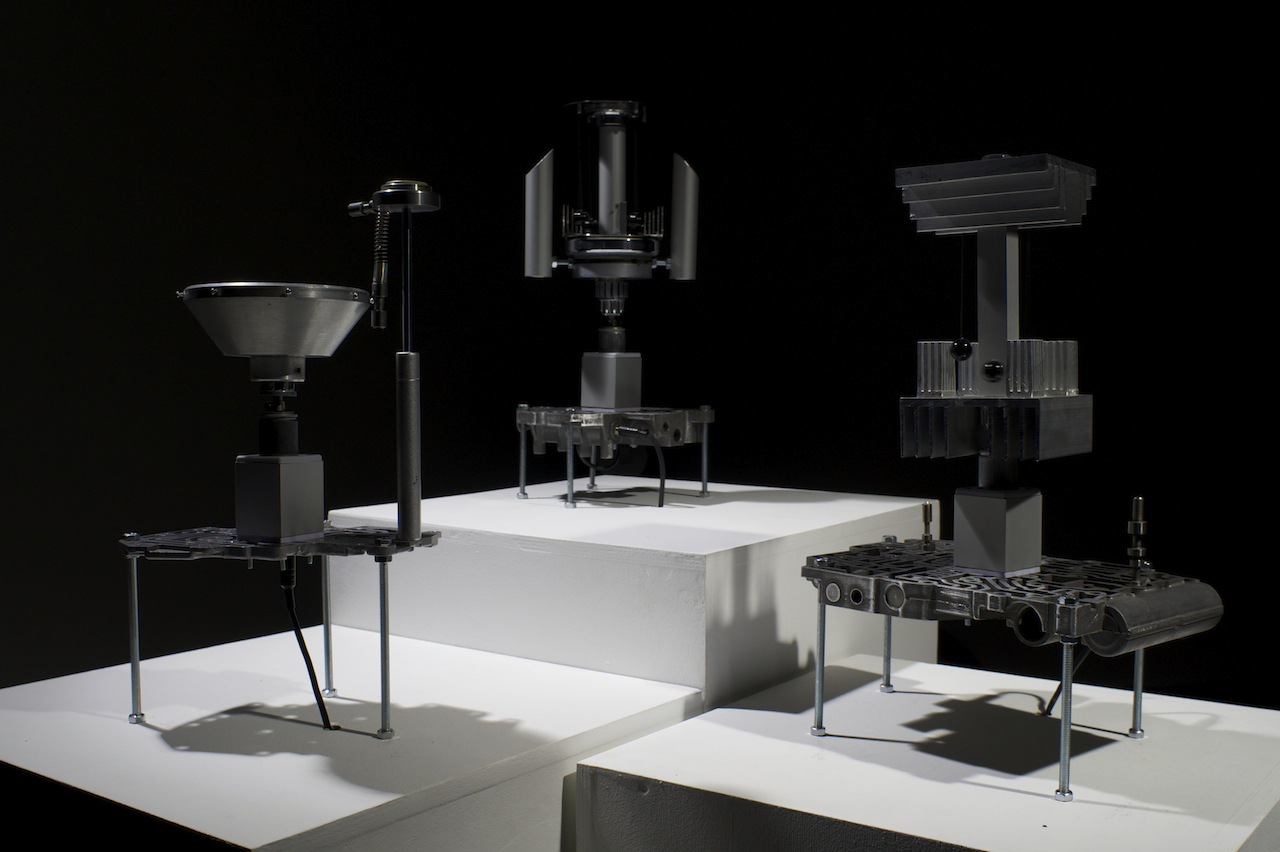
Станция Импульс-3
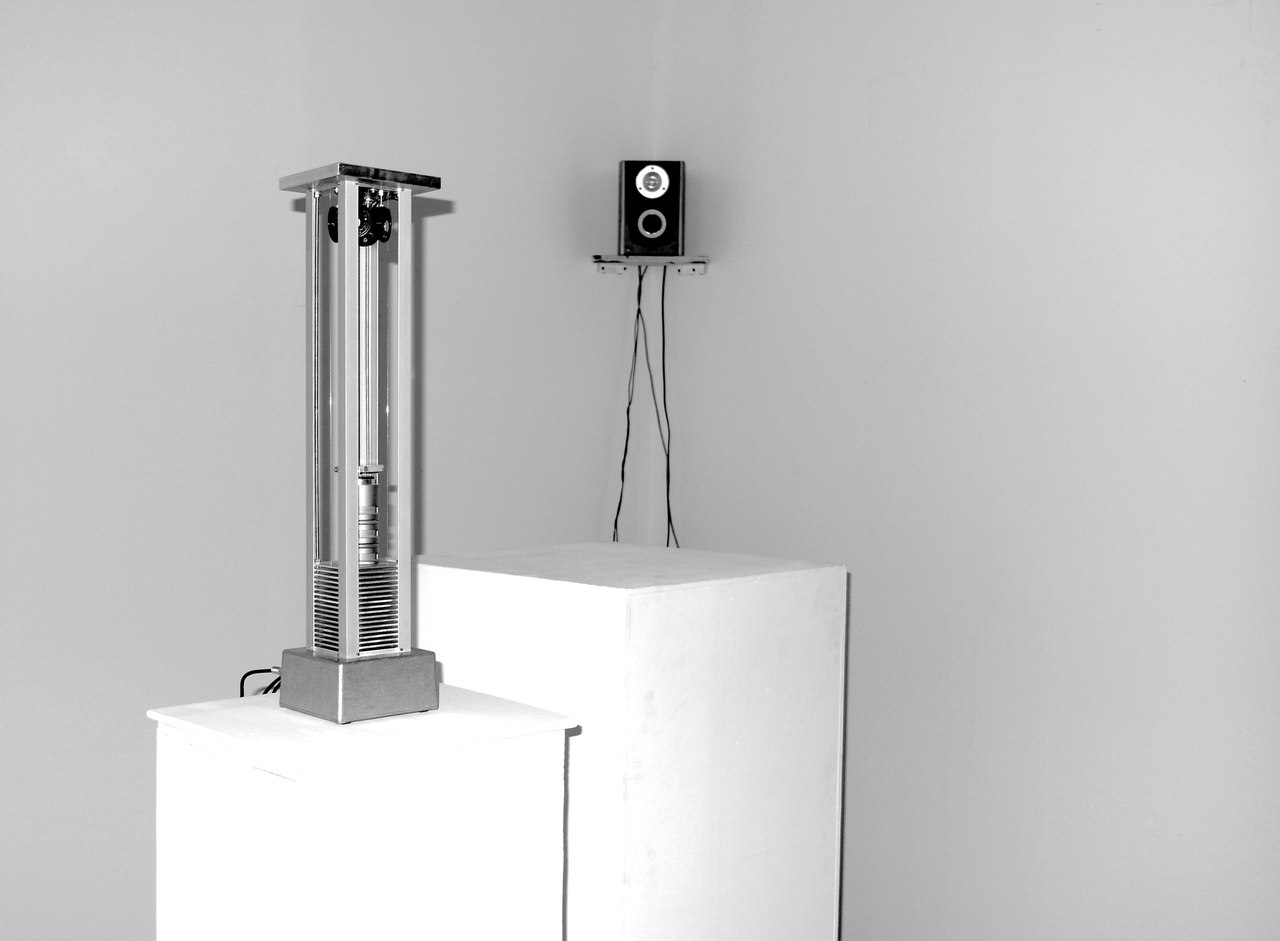
Орфей
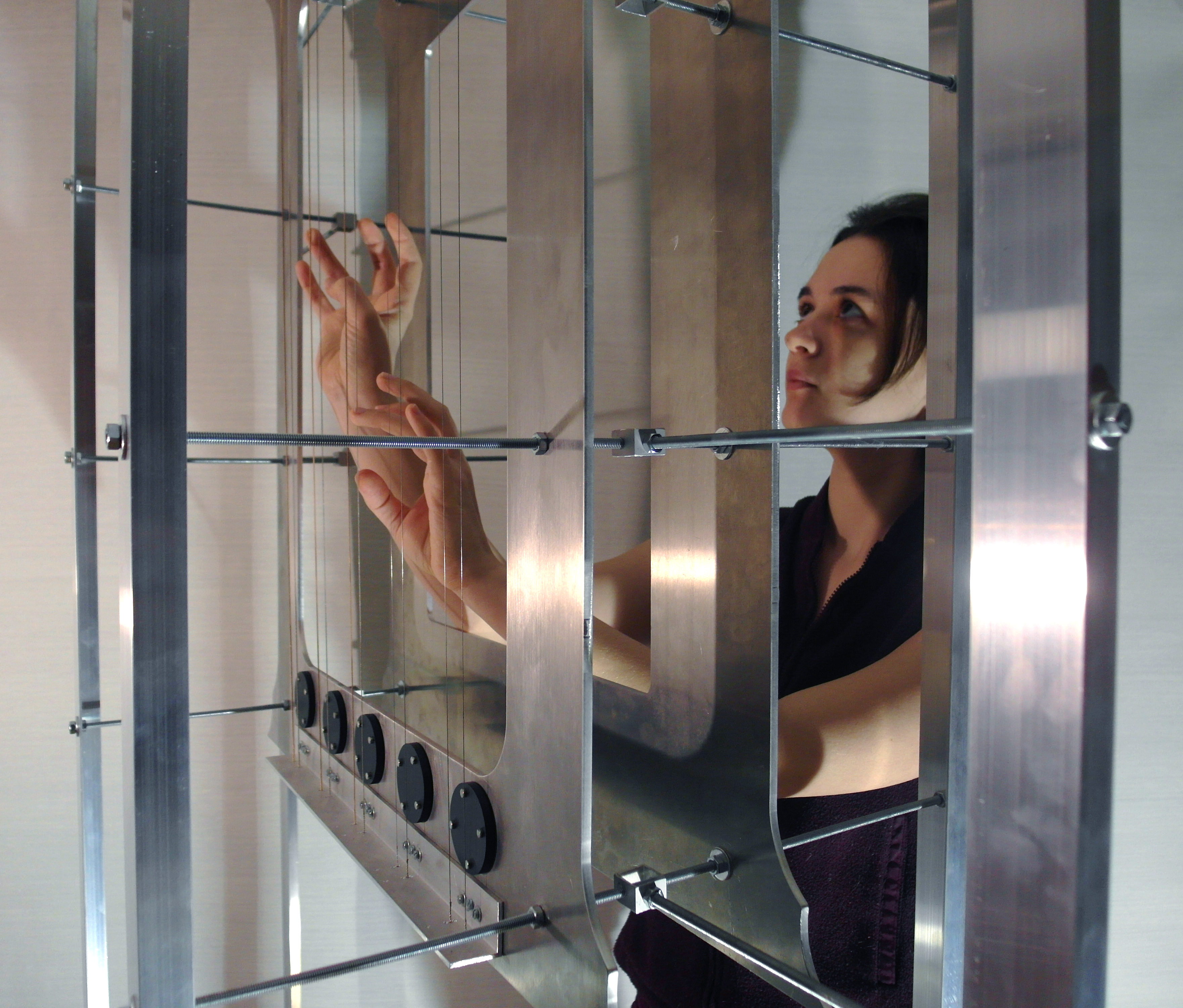
ЭлектроЛира
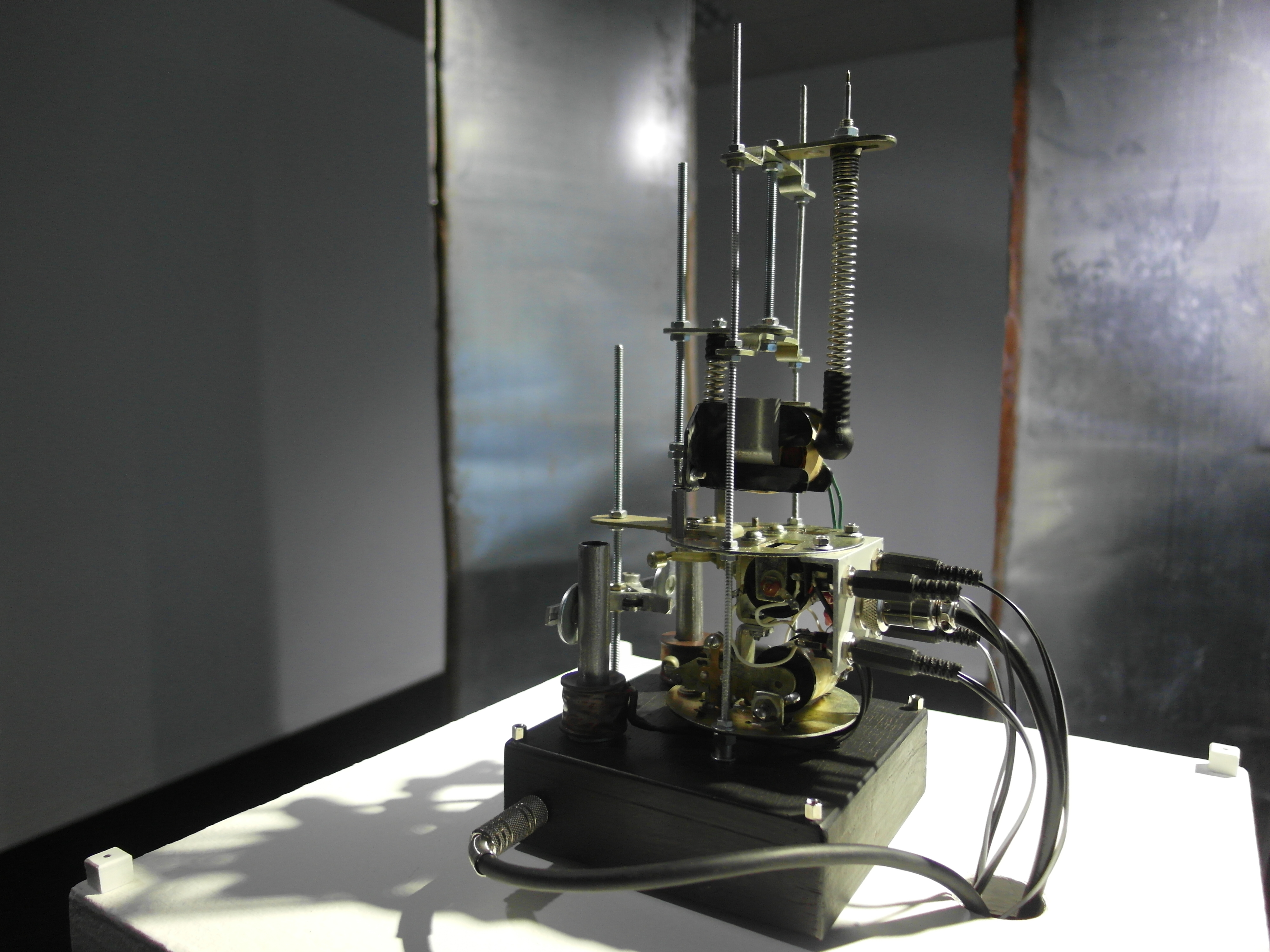
Clicking Coil

#### Музыкальные инструменты
Авторские звуковые устройства и электроакустические музыкальные инструменты Сергея Филатова:

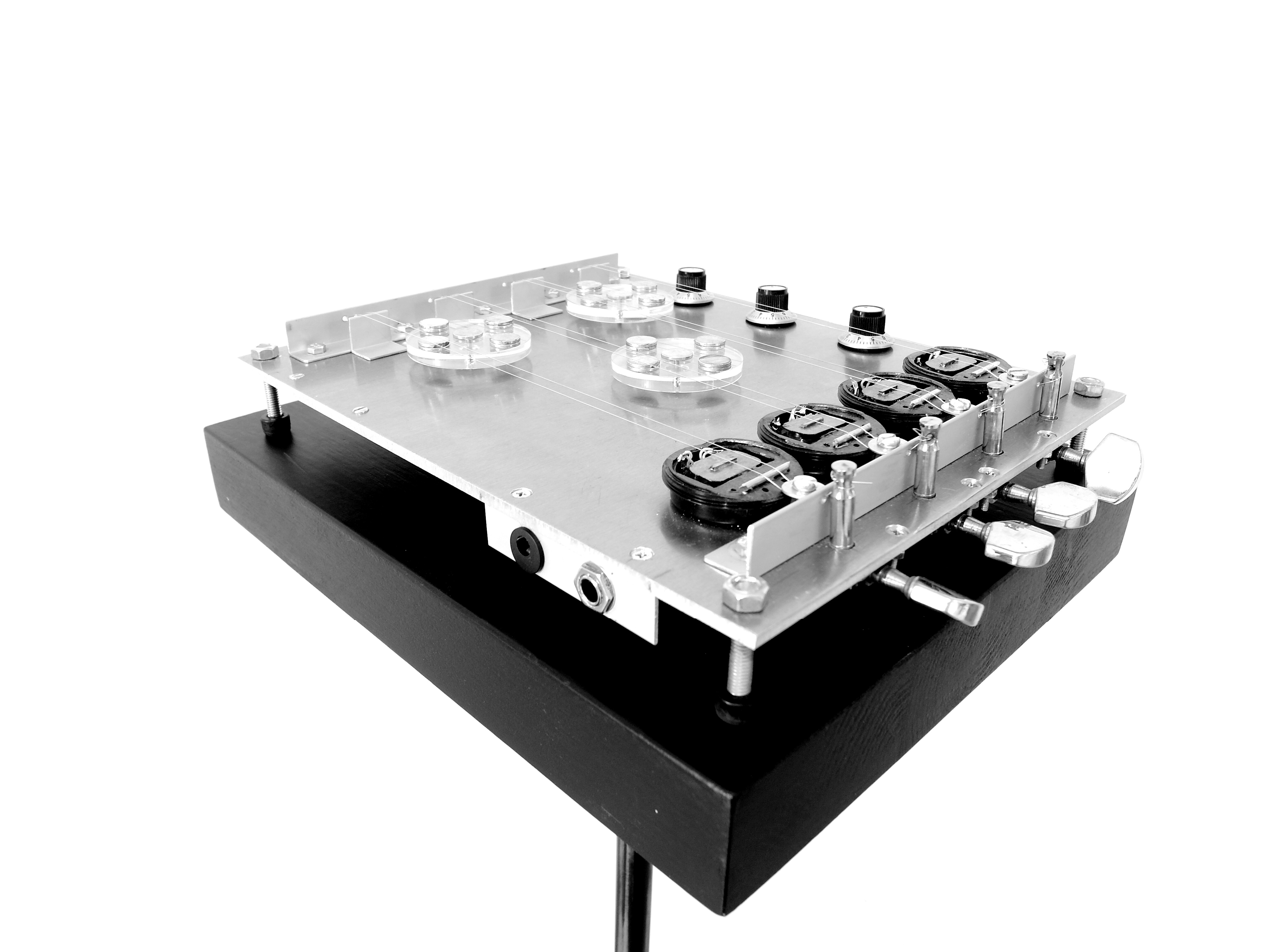
Экантель
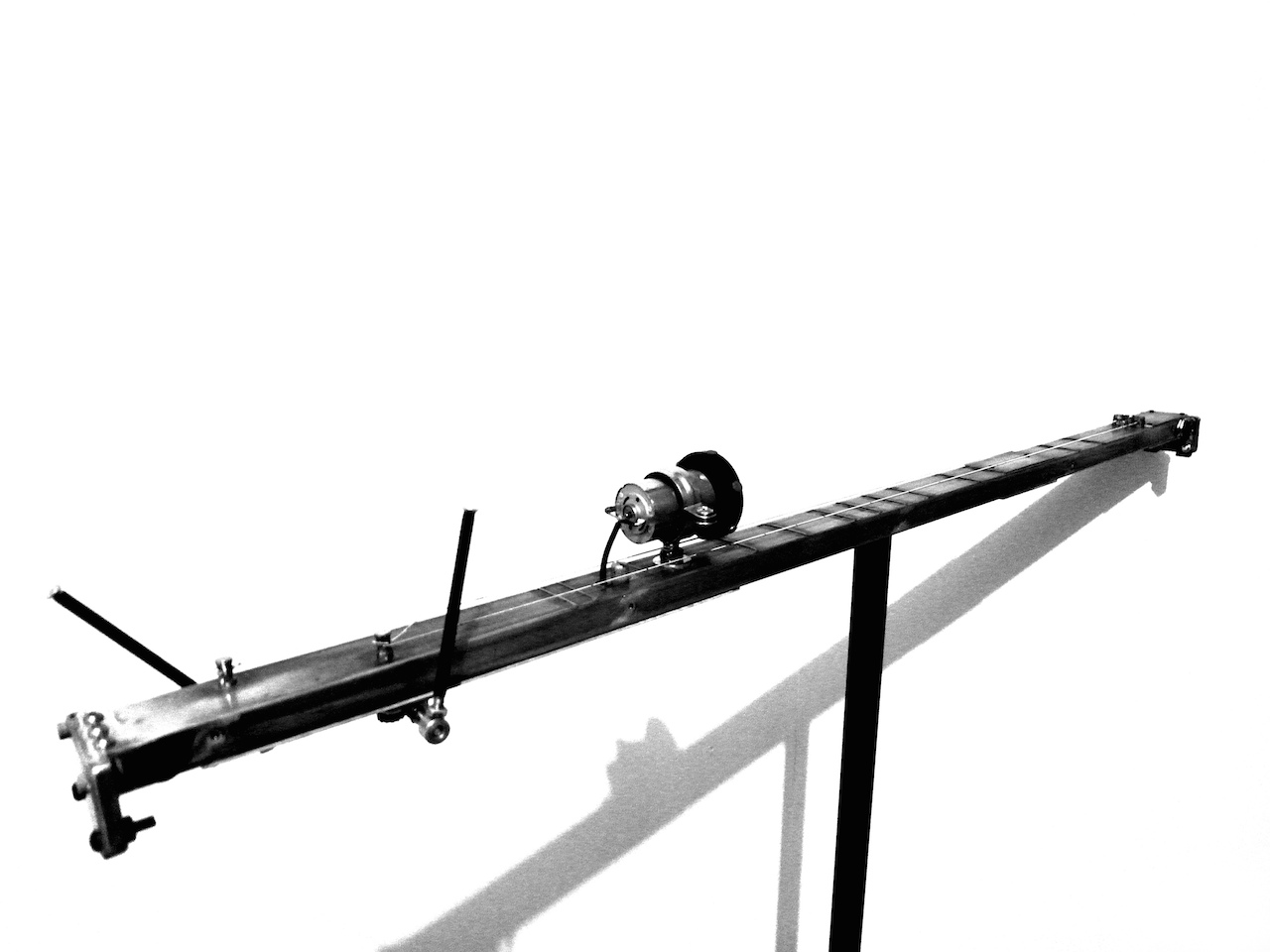
Волновод
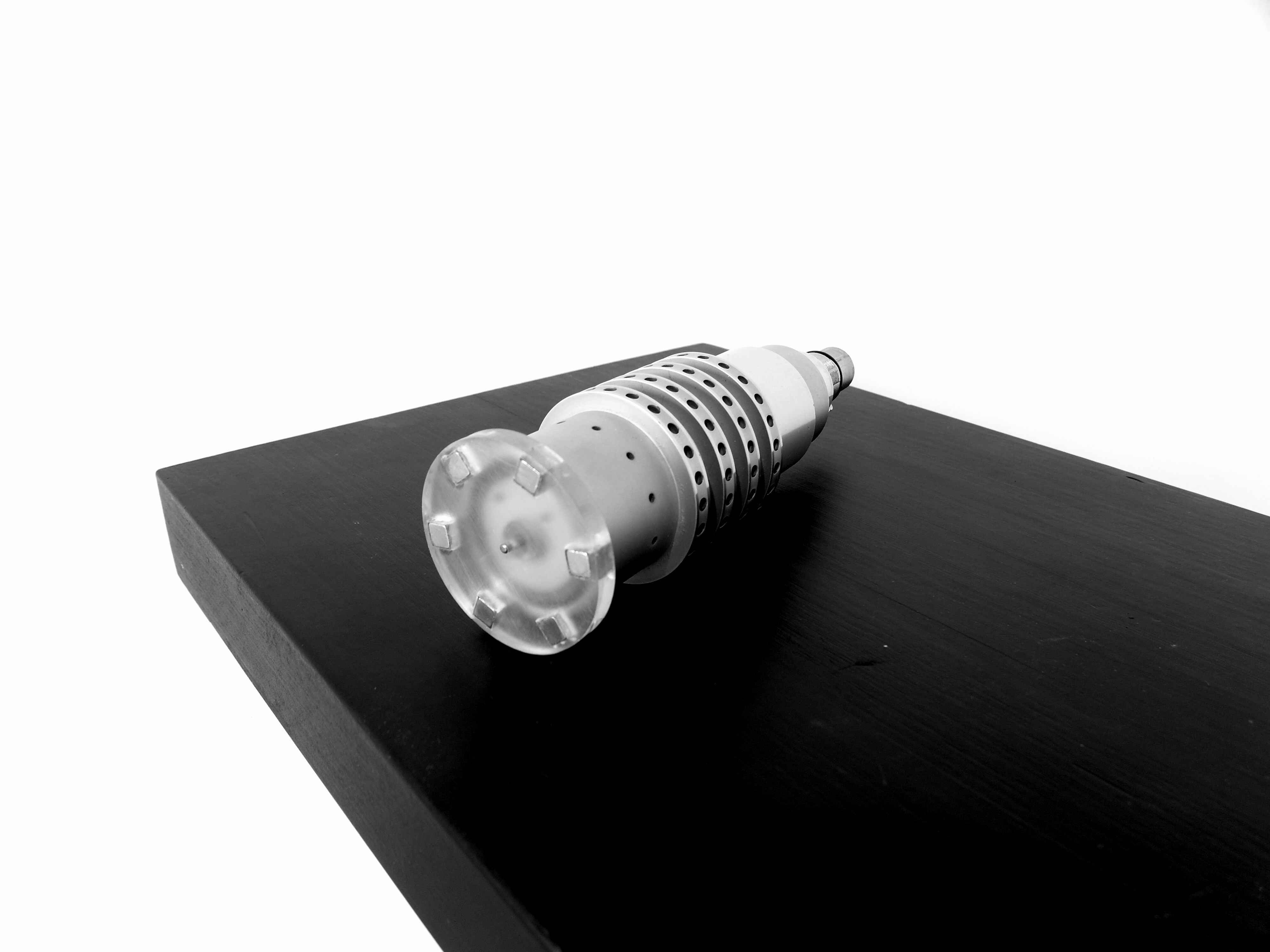
Магнетор
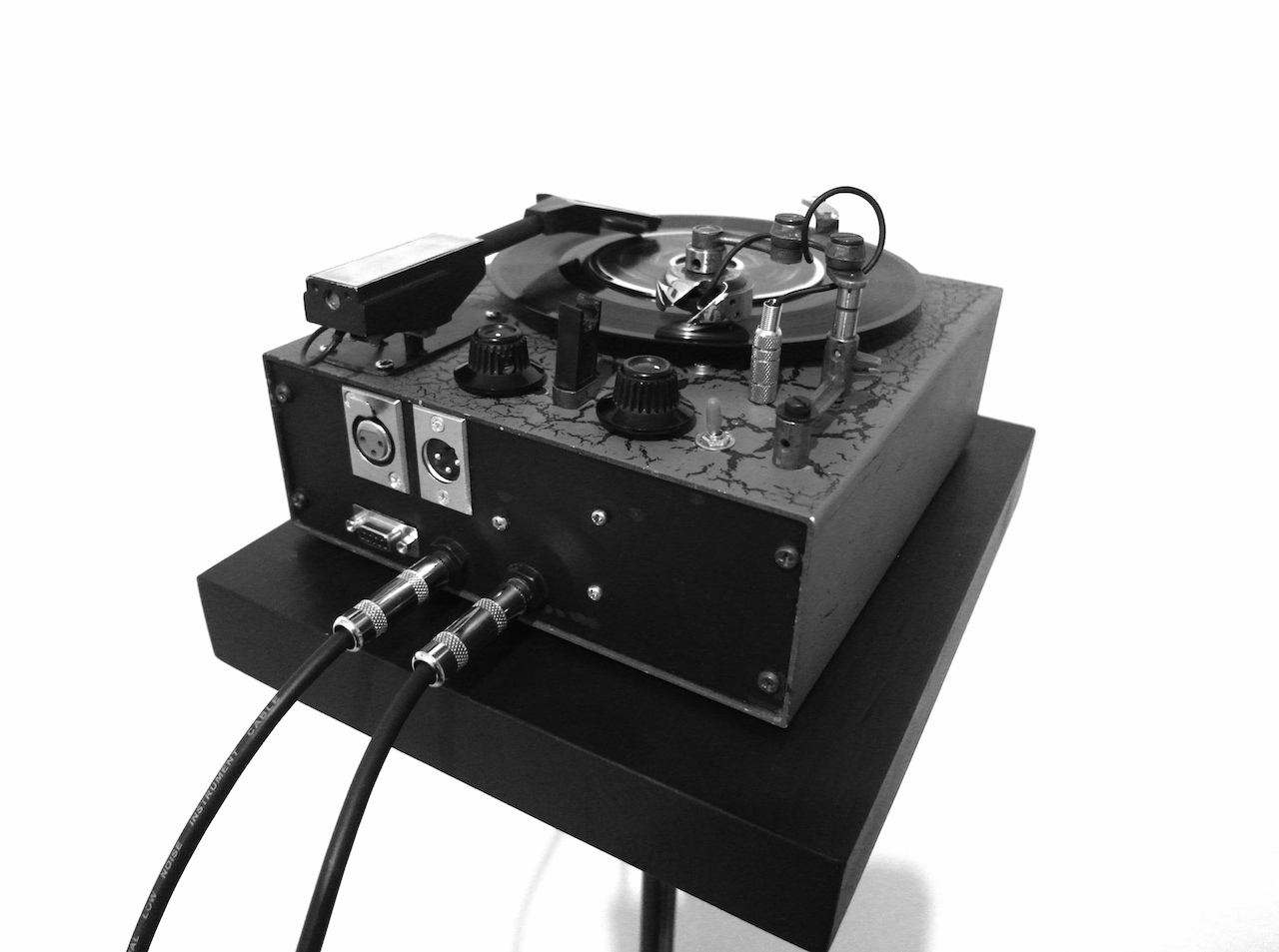
27 RPM

### Живопись

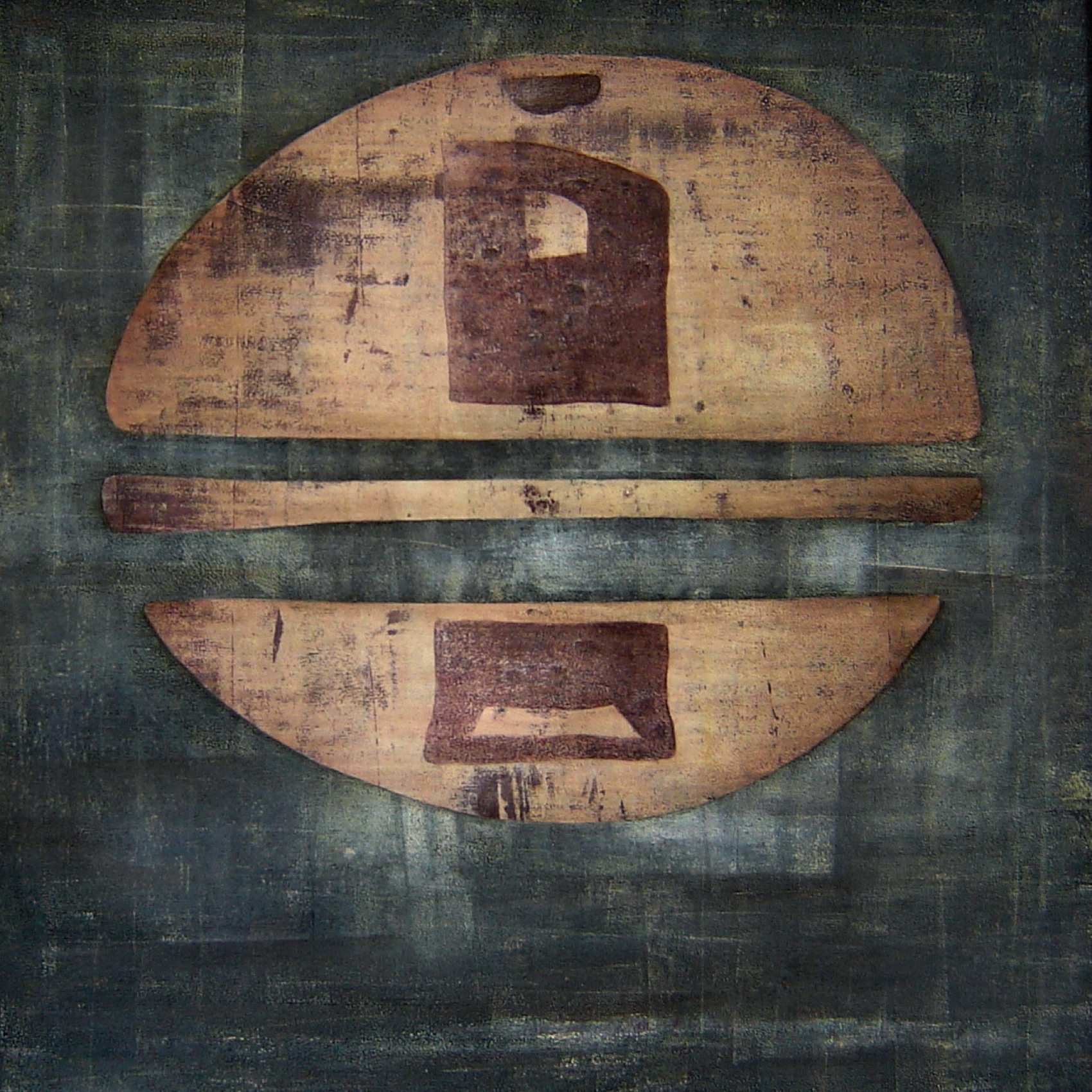
холст\масло, 65х65
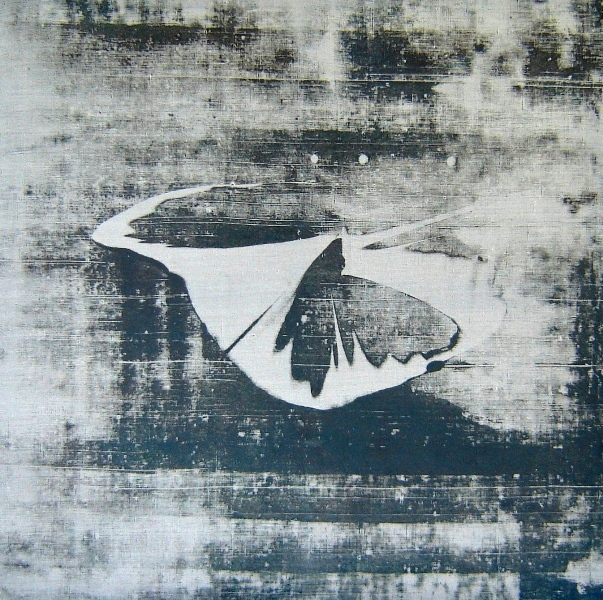
холст\масло, 90х90
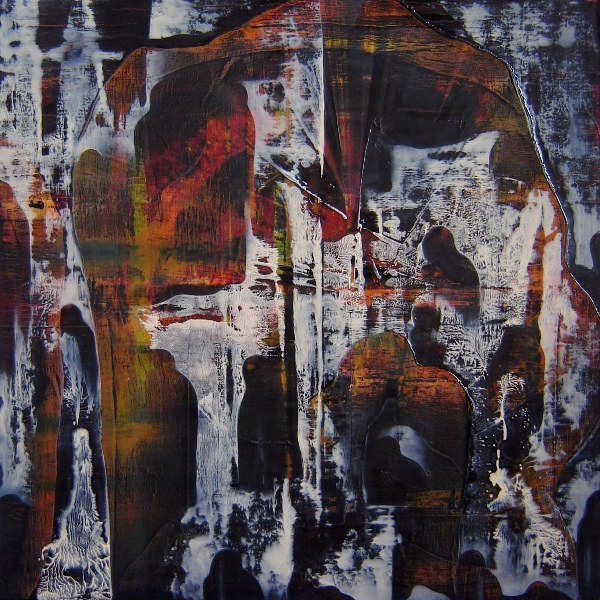
холст\масло, 90х90
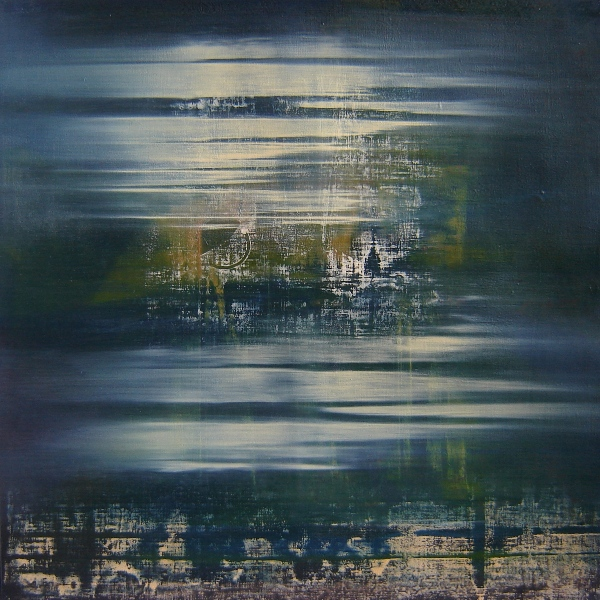
холст\масло, 90х90

### Графика

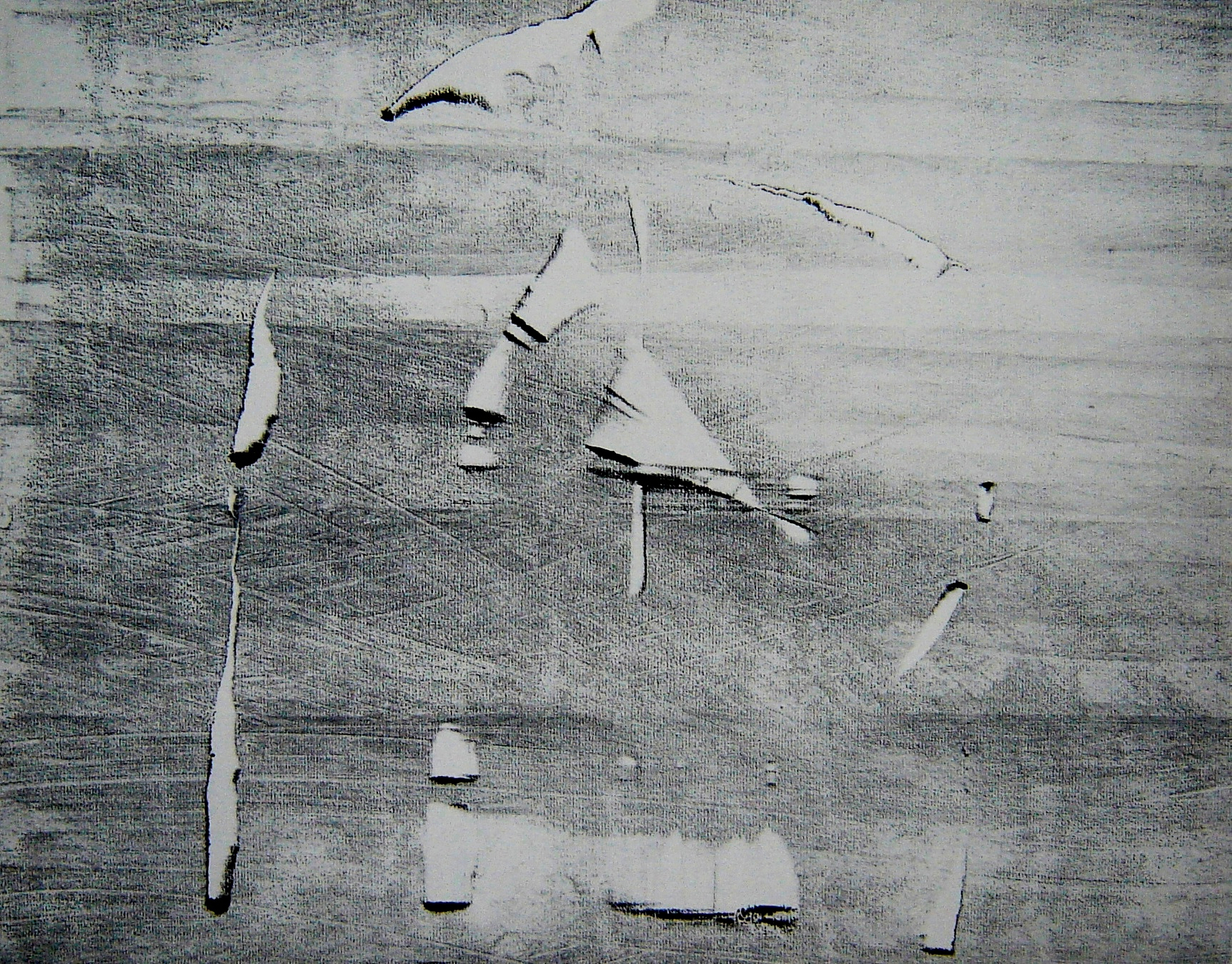
графика 60х80
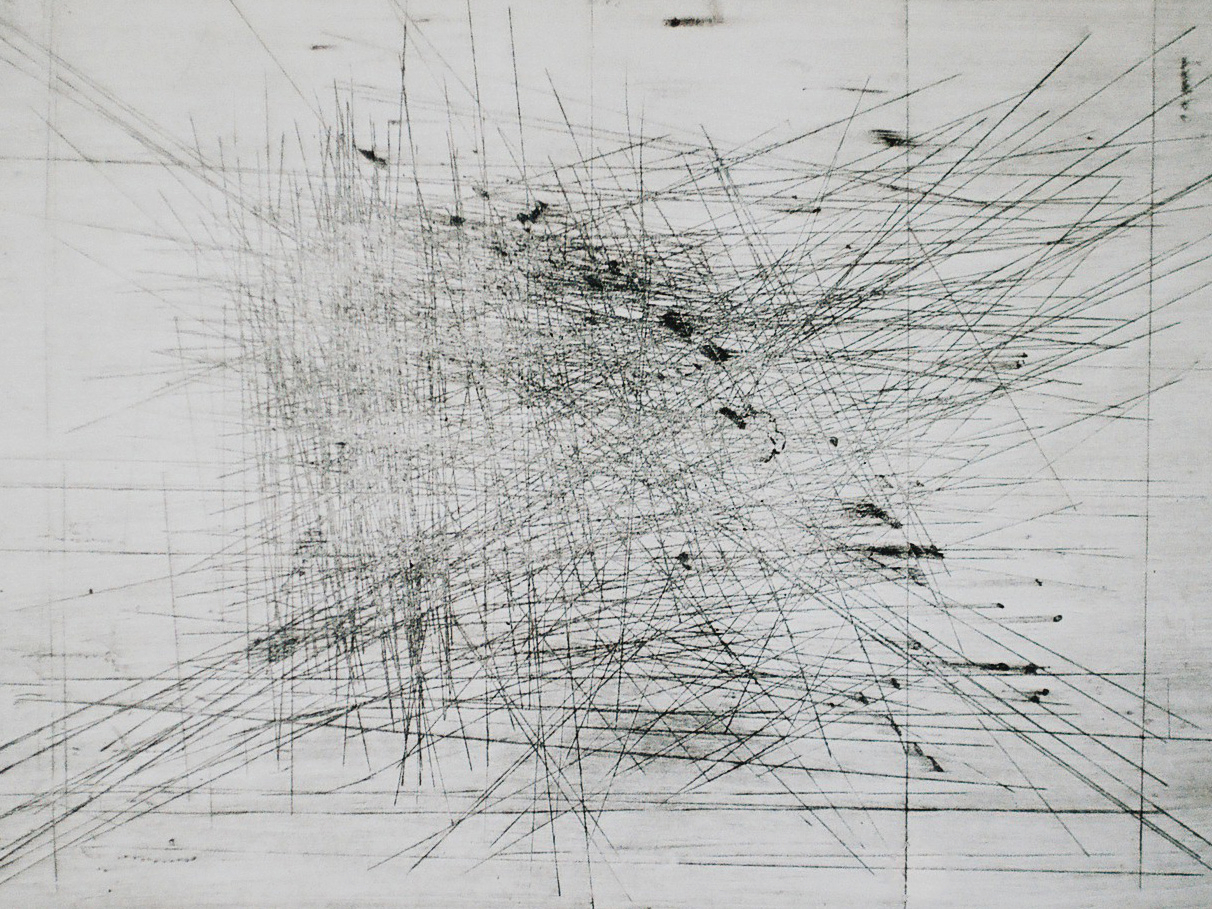
графика 60х80
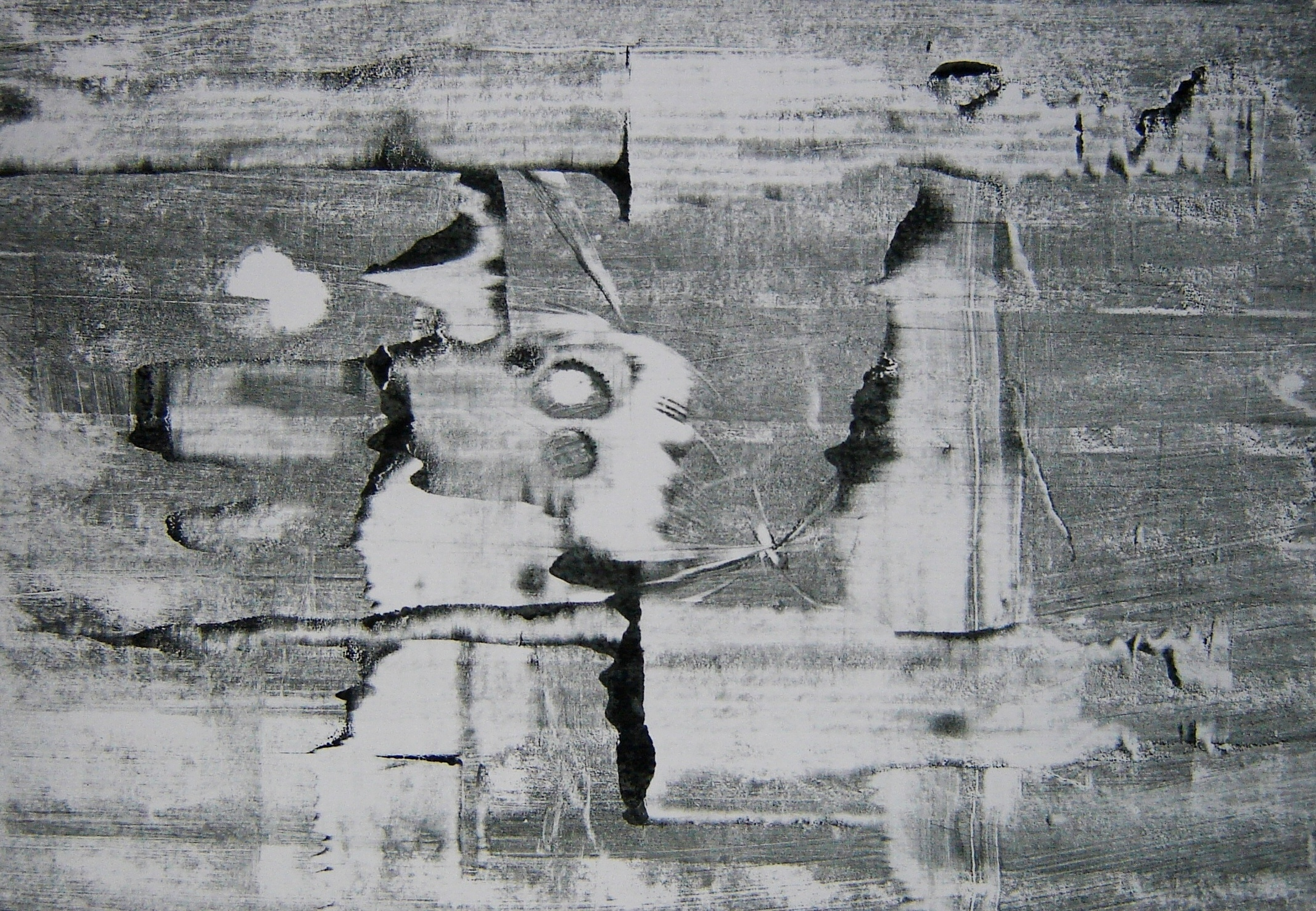
графика 60х80
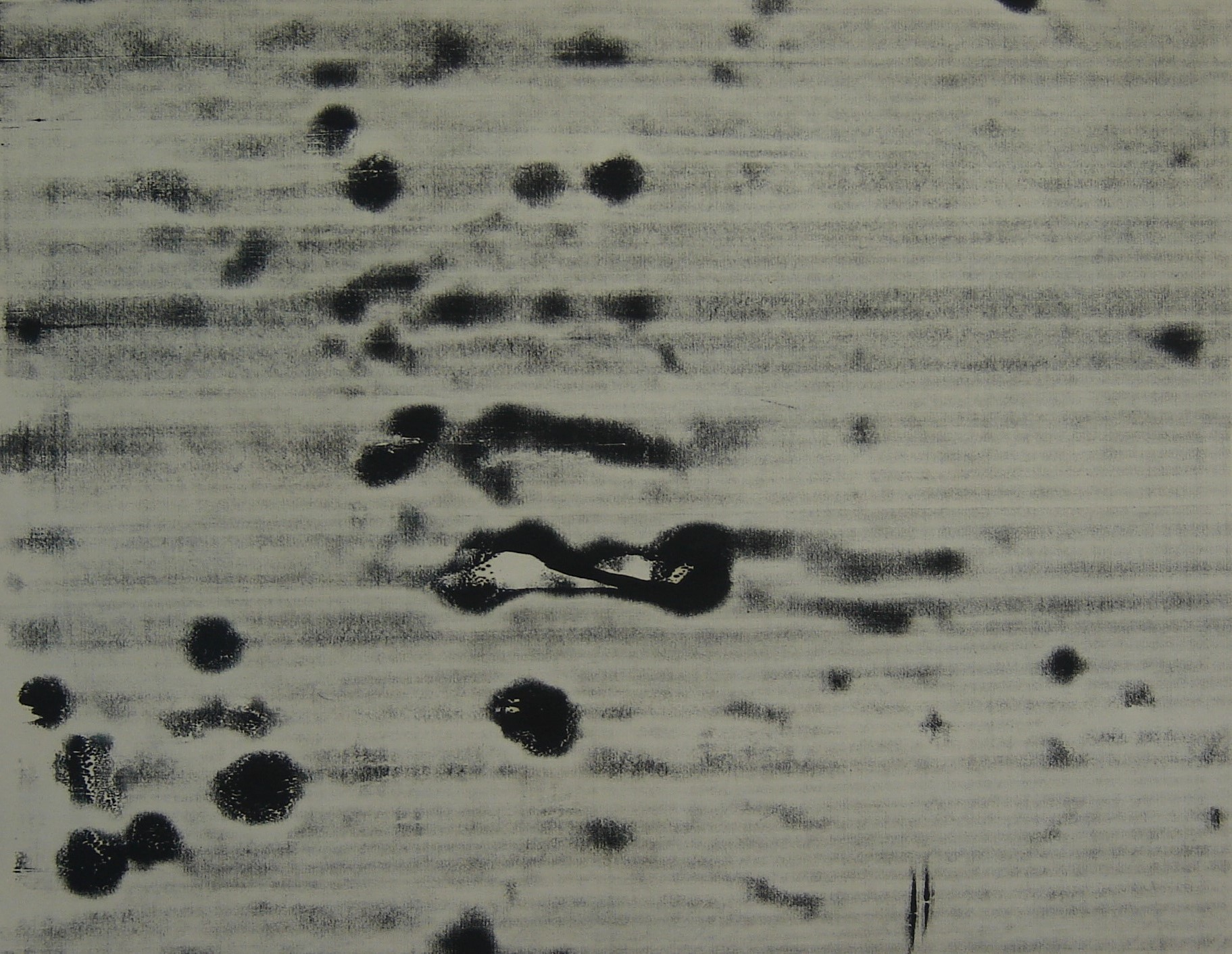
графика 60х80

### Звуковой перформанс

#### Избранные сольные выступления
2021 Экспериментальный звуковой перформанс в Царской башне, Москва

2021 «Wind on Metal» — галерея А-Дюплекс, Женева, Швейцария

2020 «Когда я ветер» — Новая сцена Александринского театра, Санкт-Петербург

2019 «360 + 10. Электростатика» — Электротеатр Станиславский, Москва

2019 «Облака обертонов» — центр современного искусства МАРС, Москва

2019 «Duofluctus presentation» — Государственный центр современного искусства, Москва

2018 «Inosphere» — Неподготовленная среда, Культурное пространство «Наука и Искусство», Москва

2018 «Machine sketch» — Индустриальный кластер «Октава», Тула

2018 «ЭлектроЛира» — Государственная галерея на Солянке, Москва

2018 «EMV Shaker» — Центральный музей связи имени А. С. Попова, Санкт-Петербург

2018 «4 интересные точки на гладкой чёрной поверхности» — в рамках 10-го фестиваля экспериментальной музыки «Подготовленные среды», Культурный центр ЗИЛ, Москва

2018 «В поисках плавающей точки. Электростатика» — Электротеатр Станиславский, Москва

2017 «8 overdrive channels» — саунд-арт зона MediaSpank, Порт Севкабель, Санкт-Петербург

2017 «Secundo Vita Project» — по приглашению CYLAND MediaArtLab,Санкт-Петербург

2017 «В поисках плавающей точки» — в рамках 9-го фестиваля экспериментальной музыки «Подготовленные среды», Культурный центр ЗИЛ, Москва

2016 «Inoshpere» — на международном форуме современного искусства «АПозиция XII», Румянцевский дворец, Санкт-Петербург

2015 «Cracles on the grey» — Новая сцена Александринского театра, Санкт-Петербург

2015 «Сферические вращения» — в рамках экспериментальной программы фестиваля синтеза искусств CROSS ART, музей и галереи Эрарта, Санкт-Петербург

2015 «Музыка настоящего» — международный форум в Музее звука, Санкт-Петербург

2013 «Теория относительности» на 5 м фестивале «Подготовленные Среды» — Государственный музей А. Н. Скрябина, Москва

#### Избранные фестивали и коллаборации
2021 «Мерцания» фестиваль современной музыки и экспериментального звука — Посольство иностранных художников, Женева, Швейцария

2020 «Подготовленные среды», фестиваль экспериментального звука — музей Гараж, Москва

2019 «Мерцания» — серия концертов с участием Кристиана Мюллера, Владимира Горлинского, Алексея Сысоева, Николая Голикова и Марии Молоковой

2019 «Yorkshire Sculpture International» — музей Хэпсворт Уэйкфилд, Великобритания

2019 «The Ground», перформанс в рамках основной программы 58-й Венецианской Биеннале, центральный павильон Арсенал, Венеция

2019 «Sound Performance» — дуэт с Аланом Аффишардом(Франция), сцена Motif Wein, Берлин, Германия

2019 «SonoContour Performance» — галерея современного искусства COMEL, Латина, Италия

2019 «Когда я ветер» — в коллаборации с перформером Александром Зубаревым, галерея ГРАУНД Солянка, Москва

2019 «Sonus Nodorum» — дуэт с Вальдемаром Кристенсеном (Дания), государственный центр современного искусства и Музей Вадима Сидура, Москва

2019 «Поле. Колебание волны» — с ансамблем Kymatic, государственная галерея Solyanka VPA, Москва

2019 «Опыт чистого слушания» — дуэт с Андреем Березиным, Центр искусств. Москва

2019 «Nebula. Octophonie» — дуэт с Дмитрием Мазуровым Электротеатр Станиславский, Москва

2019 «Поле. Шорох» — трио со Львом Солодовниковым и Дарьей Новокрещеновой, галерея ГРАУНД Солянка, Москва

2018 «Constellation Cage (Var. I)» с ансамблем Kymatic — Мультимедиа Арт Музей, Москва

2018 Homo Mechanicus, в рамках программы «Контекст визуального», Государственный центр современного искусства, Москва

2018 Звуковой перформанс в рамках VI международного паблик арт фестиваля «ART Prospect», Санкт-Петербург

2018 «På Den Anden Side», звуковой перформанс в Møn — Хорбёлле, Дания

2018 «Performative sound sculptures» — культурный центр Майхем, Копенгаген

2018 Звуковой перформанс в рамках масштабного выставочного проекта «Здесь и сейчас» — Центральный Манеж, Москва

2018 «Quiet string evening» — дуэт с Кристиной Казарян, концертный зал Центрального Манежа, Москва

2018 «Безграничный слух»: концерт в рамках выставки музыкальных инструментов проекта WITHIN, по приглашению Тарека Атуи (Франция) — Центральная галерея музея современного искусства «Гараж», Москва

2018 SSI: NOISEROOM — Центр Современного Искусства им. С. Курёхина, Санкт-Петербург

2018 Фестиваль экспериментального звука SA))m0st’_26 — ГРАУНД Ходынка, Москва

2018 «Performative sound sculptures», дуэт с Якобом Реминым (Дания) — SA_gallery, Москва

2016 «Подготовленные Среды», восьмой ежегодный международный фестиваль экспериментального звука — Центр МАРС, Москва

2016 «Пейзажи внутри» — по приглашению Паскаля Пеллана (Франция), Галерея «LUDA» Санкт-Петербург

2014 «Дорога на Кавказ» — на 6 м ежегодном фестивале экспериментального звука «Подготовленные Среды», Государственный центр современного искусства, Москва

2013 «Поэтроника» — Культурный центр «Дом», Москва
Сергей Филатов регулярно выступает на международных фестивалях экспериментальной музыки с сольными программами, а также в коллаборациях: Кристиан Мюллер (Швейцария), Пьер Дюнанд Филлиол (Швейцария), Анастасия Думма (США), Якоб Ремин (Дания), Вальдемар Кристенсен (Дания), Елена Глазова (Латвия), Тарек Атуи (Франция), Матс Линдстрём (Швеция), Паскаль Пеллан (Франция), ансамбль Батида и другие. В коллаборации с Сергеем Филатовым выступали российские саунд-артисты, перформеры, музыканты: Александр Зубарев, Дмитрий Мазуров, Иван Бушуев, Дмитрий Ремезов, Алексей Чичилин, Антон Изгагин, Сергей Храмцевич, Владимир Горлинский, Алексей Сысоев, Кристина Казарян, Андрей Березин, Лев Солодовников, Дарья Новокрещенова, Николай Голиков, Маша Молокова, Илья Белоруков, ансамбль Kymatic и другие.

Сергей Филатов является участником Ars Electronica 2015 (Линц, Австрия), Yorkshire Sculpture International(Великобритания), фестиваля экспериментального звука «Подготовленные среды»(Москва), På Den Anden Side (Мён, Дания), Waterfront 2017 (Санкт-Петербург — Хельсинки — Копенгаген), Russian Sound Art Showcase 2019 (Нью-Йорк), Okayama Art Summit 2019 (Япония) и др.

#### Избранные музыкальные релизы
| Год  | Название                            | Описание | Категория         | Лейбл     |
| ---- | ----------------------------------- | --- | ----------------- | --------- |
| 2021 | Attunement and Connectedness 1.2    | field recordings, electro-acoustic | сингл             | Leerraum  |
| 2021 | Connecting threads                  | by Sergey Filatov & Pierre Dunand Filliol                                                                                                | студийный альбом  | Omniauris |
| 2019 | Shimmering                          | The festival of experimental music | концертный альбом | Omniauris |
| 2019 | Optimal system state                | Sergey Filatov & Nikolay Golikov | студийный альбом  | Omniauris |
| 2018 | Message Waiting Indicator           | Field recordings & electronics | студийный альбом  | Unline    |
| 2018 | Transmission                        | VST synthesizers, electronics | студийный альбом  | Unline    |
| 2018 | How to stop this wheel              | Field recordings, vst synthesizers, electronics                                                                                          | студийный альбом  | Omniauris |
| 2018 | Long Distance                       | Sergey Filatov & Dmitri Børn | студийный альбом  | Unline    |
| 2018 | YOUSKY                              | Objects, shakuhachi, percussion | сингл             | Unline    |
| 2018 | Infinite ear @ Garage               | by Tarek Atoui, Kaja Meek Olsen, Mats Lindström, Mir Karim, Robert Mădălin Demeter, Sergey Filatov                                       | концертный альбом | Omniauris |
| 2018 | Live @ På Den Anden Side            | Sergey Filatov — DIY music instruments, electronics Jacob Remin — vst synthesizers, electronics                                          | концертный альбом | Omniauris |
| 2018 | Common threads                      | Daria Novokreshchenova — prepared piano, objects Lev Solodovnikov — violin, objects Sergey Filatov — DIY turntable, electronics, rotator | концертный альбом | Omniauris |
| 2018 | Quiet string evening                | Christine Kazarian — electric harp, objects Sergey Filatov — DIY music instruments, objects                                              | концертный альбом | Omniauris |
| 2018 | Anicha                              | Anastasiya Dumma — acoustic guitar Sergey Filatov — DIY music instruments                                                                | студийный альбом  | Omniauris |
| 2018 | Post office                         | Surround Field recordings | саундскейп        | Omniauris |
| 2018 | OS install                          | Recording of electromagnetic emission | студийный альбом  | Omniauris |
| 2018 | Homo mechanicus                     | Andrew Berezin — cello Sergey Filatov — diy musical instruments                                                                          | концертный альбом | Omniauris |
| 2018 | Reminiscence Of Sound Shapes — no.1 | minimal, field recordings, electro-acoustic. Участники: Symphocat, Sergey Filatov, Dmitry Børn                                           | студийный альбом  | Unline    |
| 2018 | On the Opposite Bank of the River   | minimal, field recordings | студийный альбом  | ПANΘEON   |

#### Музыка и звуковые устройства к фильмам и спектаклям
| Год  | Страна | Название                     | По мотивам      | Жанр                 | Постановка         | Сцена                                                |
| ---- | ------ | ---------------------------- | --------------- | -------------------- | ------------------ | ---------------------------------------------------- |
| 2019 | Россия | Периодическая система        | Примо Леви      | опера                | Алина Подзорова    | Дягилевский фестиваль                                |
| 2019 | Россия | Крошка Цахес                 | Э. Т. А. Гофман | спектакль            | Кирилл Вытоптов    | Московский драматический театр имени М. Н. Ермоловой |
| 2018 | Россия | Хорошо ловится рыбка-бананка | Дж. Д.Селинджер | художественный фильм | Марина Донская     | Иллюзион                                             |
| 2018 | Россия | Сумерки Петербурга           | документальный  | мультимедиа          | Александр Гронский | Центральный Манеж                                    |
| 2017 | Россия | Превращение                  | Фр. Кафка       | спектакль            | Театр «8»          | Black box                                            |

### Лекции и лаборатории
Сергей Филатов участвует в международных конференциях с лекциями, workshops и artist-talks, на которых речь идет об авторских проектах, DIY конструировании, создании звуковых скульптур и музыкальных инструментов, практике полевых записей и др. Избранные лекции и лаборатории:
- перформанс и мастеркласс «Авторские музыкальные инструменты» в музыкальной школе La Lire, Женева, Швейцария
- артист-ток в рамках «Лаборатории Новых медиа» — Новая сцена Александринского театра(Санкт-Петербург, 2020)
- тьютор лаборатории саундарта в рамках программы «Метаморфозы Таганки» — Театр на Таганке (Москва, 2019)
- «Авторские музыкальные инструменты» — артист-ток в рамках инклюзивного выставочного проекта «Искусство быть», Государственный центр современного искусства (Москва, 2019)
- спикер ежегодной международной конференции «Музей в городе — Город в музее», Музей Москвы (2018)
- лектор и тьютор лаборатории «Саунд-арт» в рамках II международного фестиваля современного искусства «Селектор» (Архангельск, 2018)[31]
- цикл лекций по приглашению творческого индустриального кластера «Октава» (Тула, 2018),
- в рамках курса «Холистическая комбинаторика» в Школе молодого художника Фонда «ПРО АРТЕ» (Санкт-Петербург, 2018)
- на международном научно-популярном фестивале GEEK PICNIC (Москва и Санкт-Петербург, 2017)
- по приглашению лаборатории медиаискусства CYLAND (Санкт-Петербург, 2017)[32]
- в рамках образовательной программы «Школа импровизационной музыки» в Музее Звука (Санкт-Петербург, 2017)
- на фестивале современного искусства «АПозиция — XII» в Румянцевском дворце (Санкт-Петербург, 2016)
- в рамках программы «Практический курс экспериментальной музыки (ПКЭМ)» в Музее Звука (Санкт-Петербург, 2015)
- в рамках курса «Лаборатория новых медиа» на Новой сцене Александринского театра (Санкт-Петербург, 2016)
- на форуме «Музыка настоящего»: секция «Саунд-арт и технологии звука» в Музее Звука (Санкт-Петербург, 2015)